# Yungblud (album)
Yungblud è il terzo album in studio del cantante britannico Yungblud, pubblicato il 2 settembre 2022.

## Tracce
1. The Funeral – 3:30
2. Tissues – 3:35
3. Memories (feat. Willow) – 2:35
4. Cruel Kids – 2:52
5. Mad – 2:25
6. I Cry 2 – 1:56
7. Sweet Heroine – 2:31
8. Sex Not Violence – 3:22
9. Don't Go – 2:29
10. Don't Feel Like Feeling Sad Today – 1:56
11. Die For a Night – 1:32
12. The Boy in the Black Dress – 4:17

## Classifiche
| Classifica (2022) | Posizione massima |
| ----------------- | ----------------- |
| Australia         | 1                 |
| Austria           | 1                 |
| Belgio (Fiandre)  | 2                 |
| Belgio (Vallonia) | 5                 |
| Francia           | 15                |
| Germania          | 3                 |
| Irlanda           | 1                 |
| Italia            | 6                 |
| Nuova Zelanda     | 1                 |
| Paesi Bassi       | 2                 |
| Polonia           | 5                 |
| Portogallo        | 3                 |
| Regno Unito       | 1                 |
| Spagna            | 5                 |
| Stati Uniti       | 45                |
| Svizzera          | 32                |